# 斯特利奥斯·马莱扎斯
斯特利奥斯·马莱扎斯（希臘語：Στέλιος Μαλεζάς，羅馬化：Stelios Malezas，1985年3月11日—）是希臘的一位足球主教练，足球生涯在場上司職後衛。他現为希臘超級足球聯賽球隊卡利塞亚的主教练。他也代表希臘國家足球隊參賽。
2019年6月24日，马莱扎斯由PAOK免費加盟薩丁。

## 榮譽
PAOK
- 希臘超級足球聯賽: 2018–19
- 希臘足球盃: 2016–17, 2017–18, 2018–19